# Cratere Mafra
Mafra  è un cratere sulla superficie di Marte.